# قلعه خور
قلعه خور مربوط به دوره صفوی است و در شهرستان خوسف، روستای خور واقع شده و این اثر در تاریخ ۲۵ اسفند ۱۳۷۹ با شمارهٔ ثبت ۳۴۶۷ به‌عنوان یکی از آثار ملی ایران به ثبت رسیده‌است.